# Mazda5
Mazda 5   — компактний мінівен, який виготовляє компанія Mazda з 2005 року.

## Перше покоління (1999—2004)

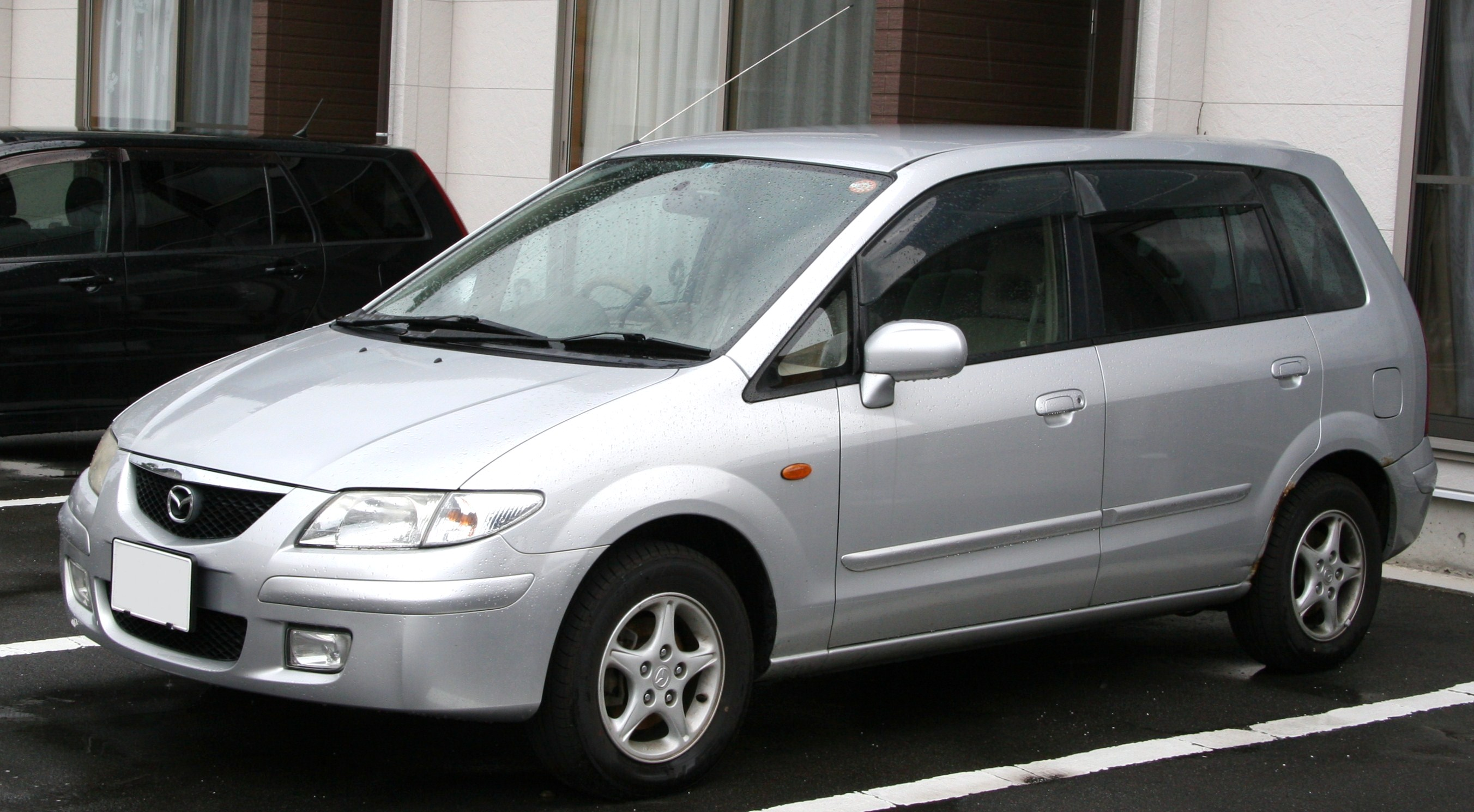
Mazda Premacy (1999—2004)

Mazda Premacy — компактвен, створений японським виробником автомобілів Mazda в 1999 році. Перше покоління Premacy з'явилося на світ в Японії і експортувалося в країни Європи і Азії. Друге покоління продається по всьому світу вже як Mazda 5. До 31 березня 2005 року в світі продано 285,258 автомобілів Premacy і Mazda 5.
Перше покоління Premacy оснащувалося 2 рядами сидінь для 4 або 5 пасажирів, в той час як у другому поколінні з'явився третій ряд сидінь, що збільшило місткість до 6 пасажирів в американському варіанті і до 7 пасажирів в варіантах для інших країн. Обидва покоління були справжніми мінівенами з майже плоским підлогою, що складаються / знімаються 2-м поруч і заднім рядом сидінь, що ховається під підлогу.

## Друге покоління (2005—2009)

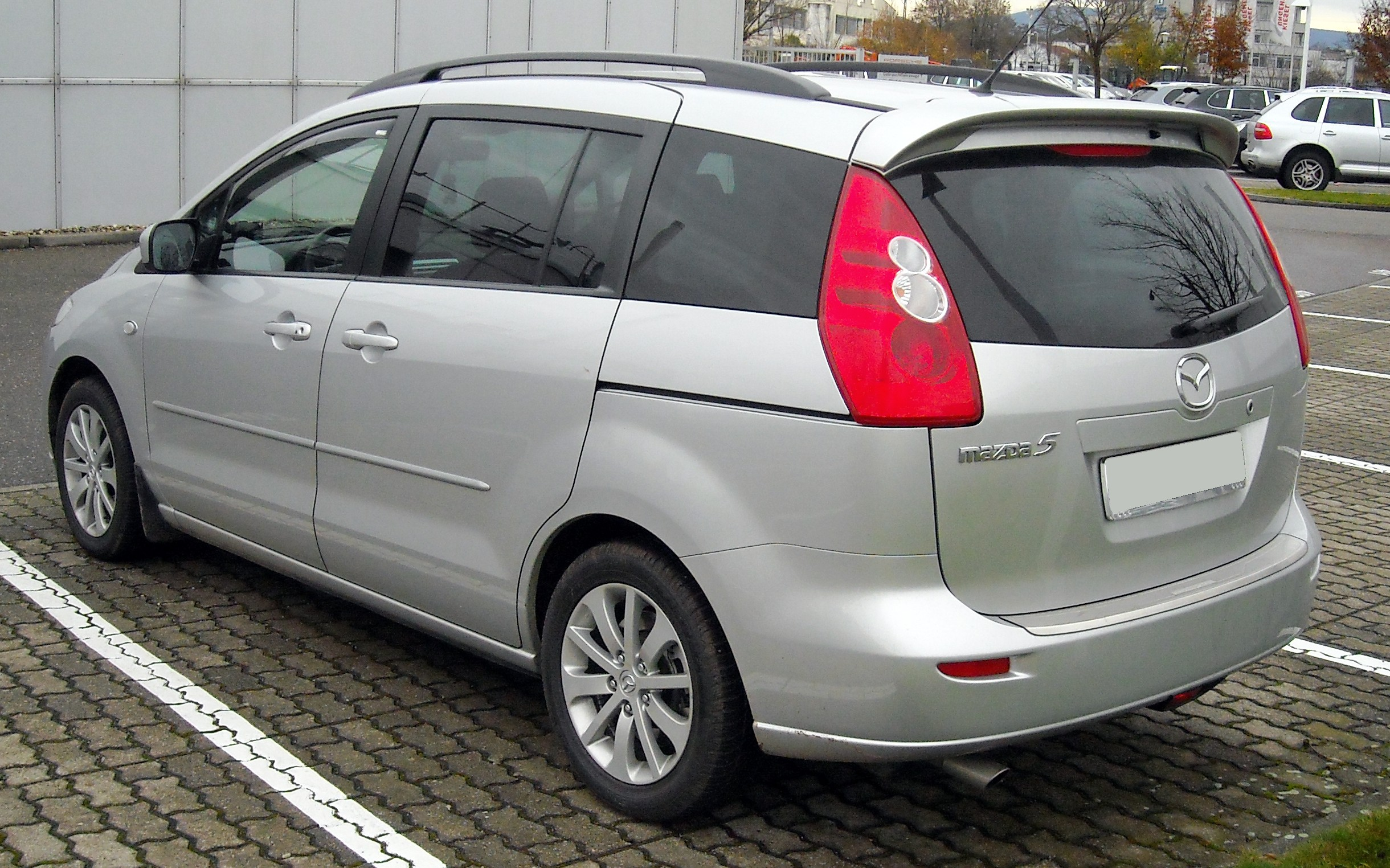
Mazda5 (2005—2008)

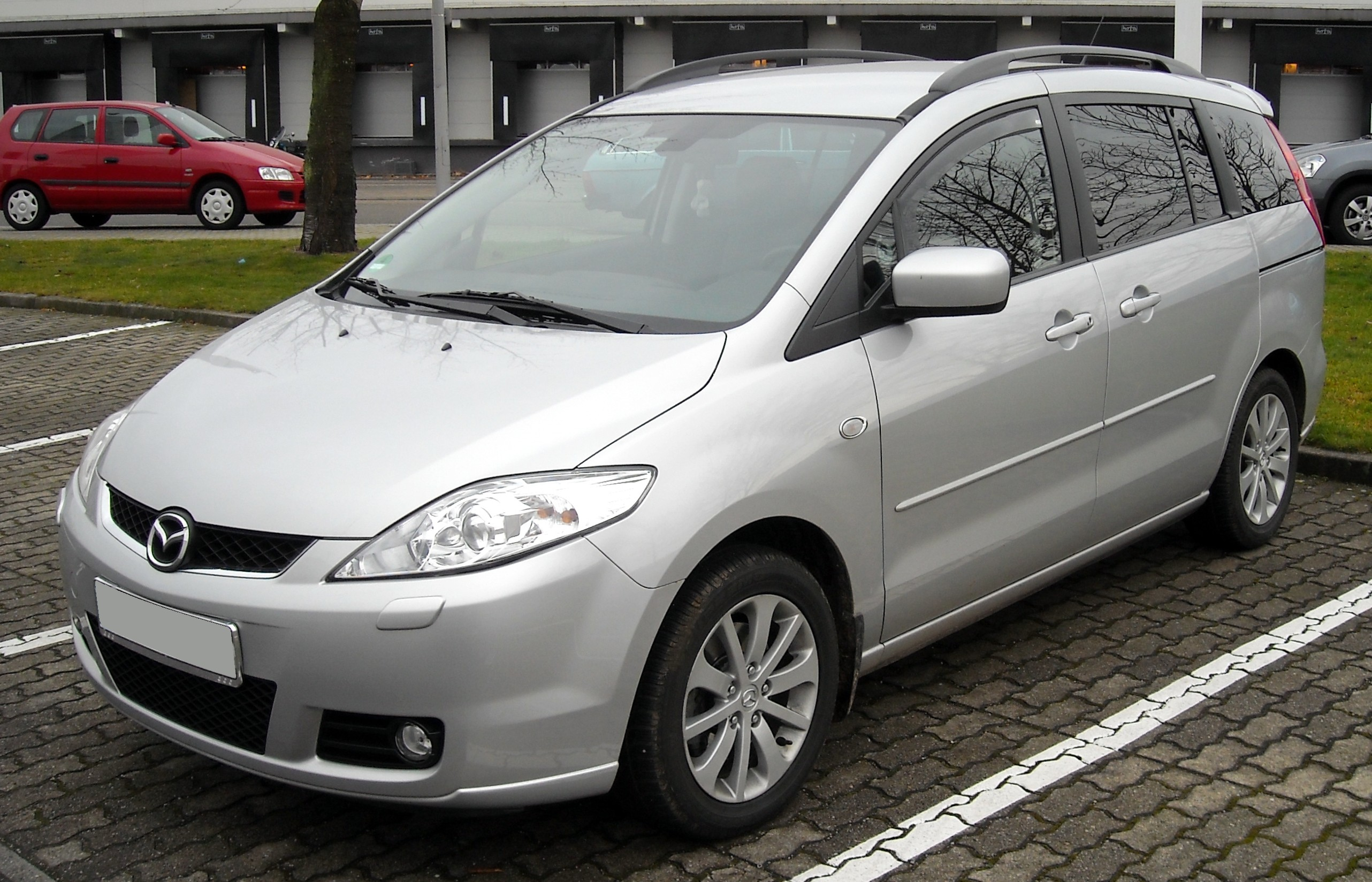
Mazda5 (2005—2008)

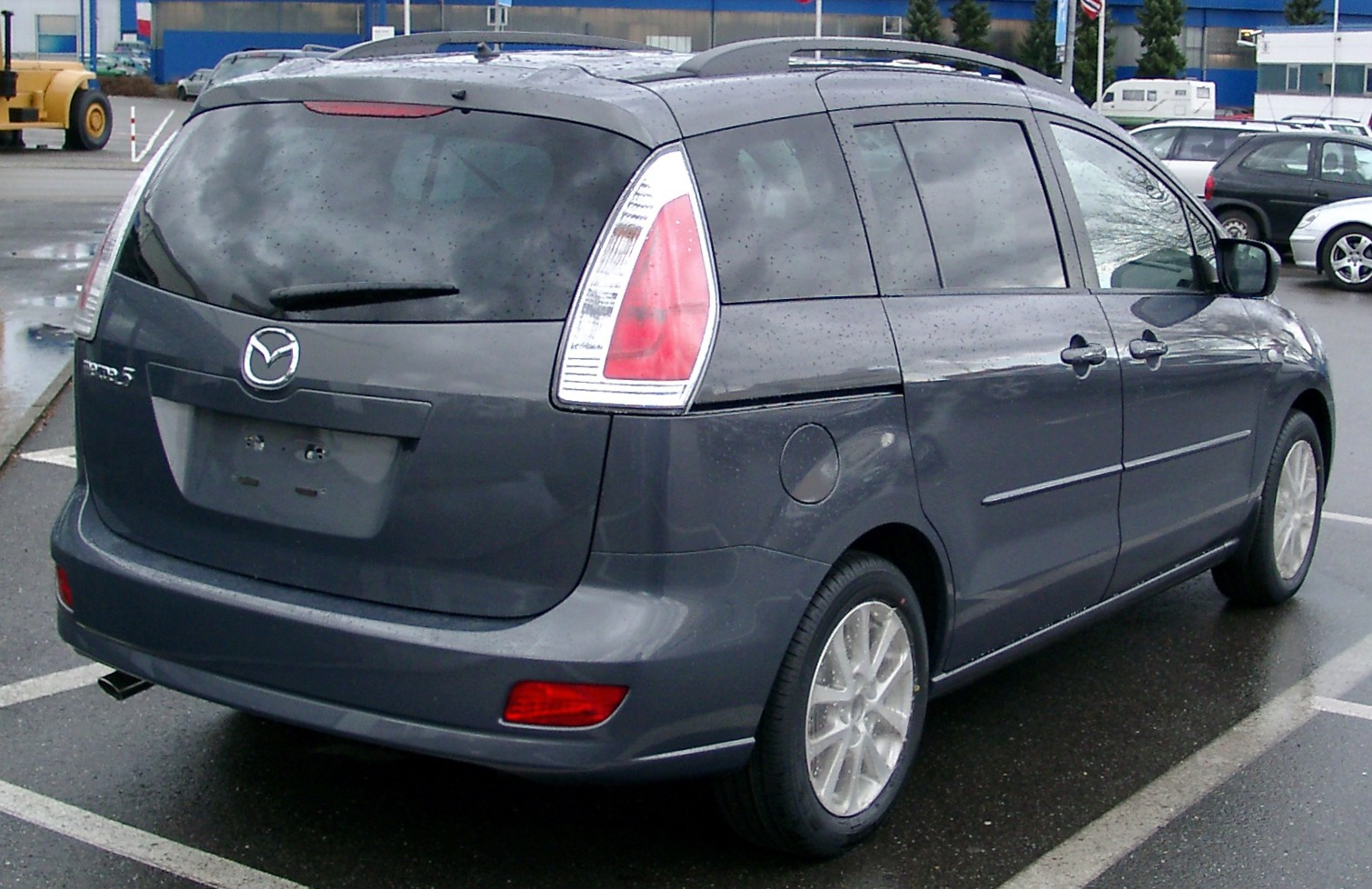
Mazda5 (2008—2009)

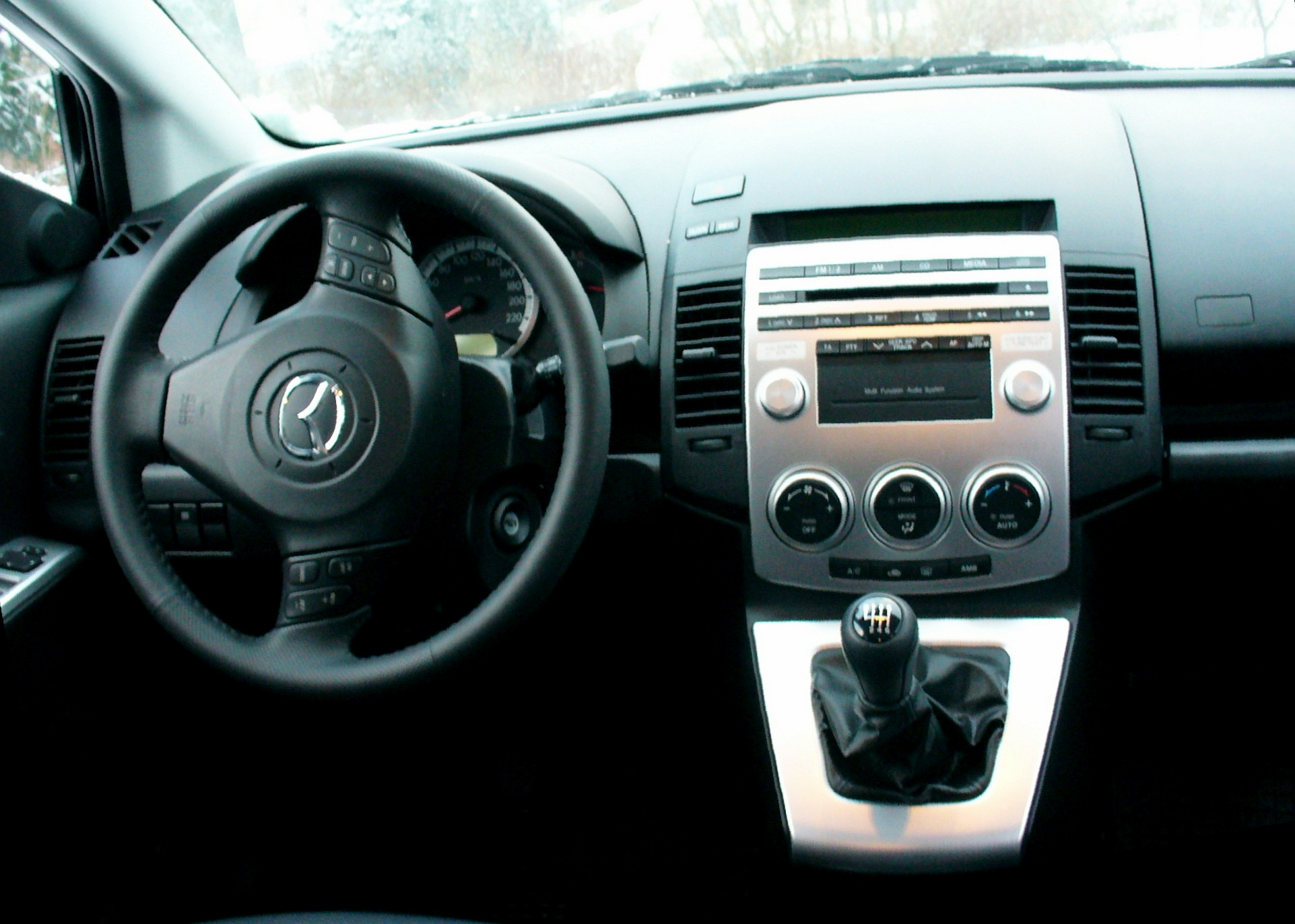

Влітку 2005 року на ринок вийшла Mazda 5. На ринку Японії автомобіль називався Mazda Premacy другого покоління. Побудована на платформі Ford C1 модель стала більшою по всіх фронтах. Так, довжина становила 4505, а ширина з висотою — 1755 і 1615 мм відповідно. Відстань між осями збільшилася до 2750 мм. На більшості ринків японський компактвен був передньопривідним, але в Японії пропонувалися і машини з повним приводом. У гамі моторів були атмосферні бензинові «четвірки» 1.8 (115 к.с.) і 2.0 (150), турбодизель 2.0 (105—143), а також агрегат 2.3 (159—162), з яким Mazda5 поставлялася на ринок США. Споживачеві були доступні модифікації з п'ятиступінчастою ручною коробкою передач, а також з чотирьох-або пятідіапазонним «автоматом». Семимісний компактвен робили тільки на заводі в Хіросімі.

### Двигуни
- 1.8 L MZR I4
- 2.0 L MZR I4
- 2.3 L MZR I4
- 2.0 L MZ-CD Diesel I4

## Третє покоління (2010—2018)

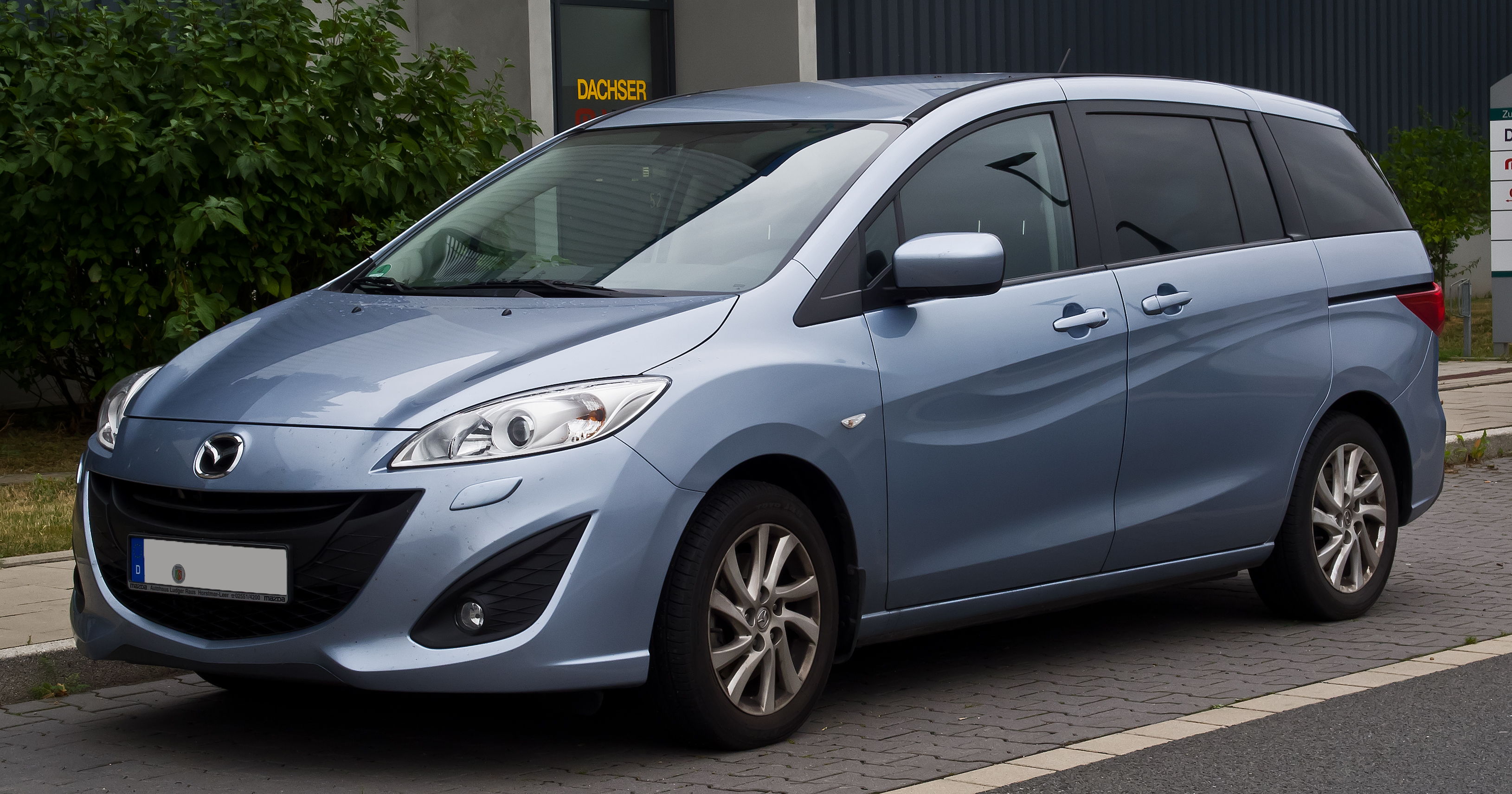
Mazda5 (з 2010)

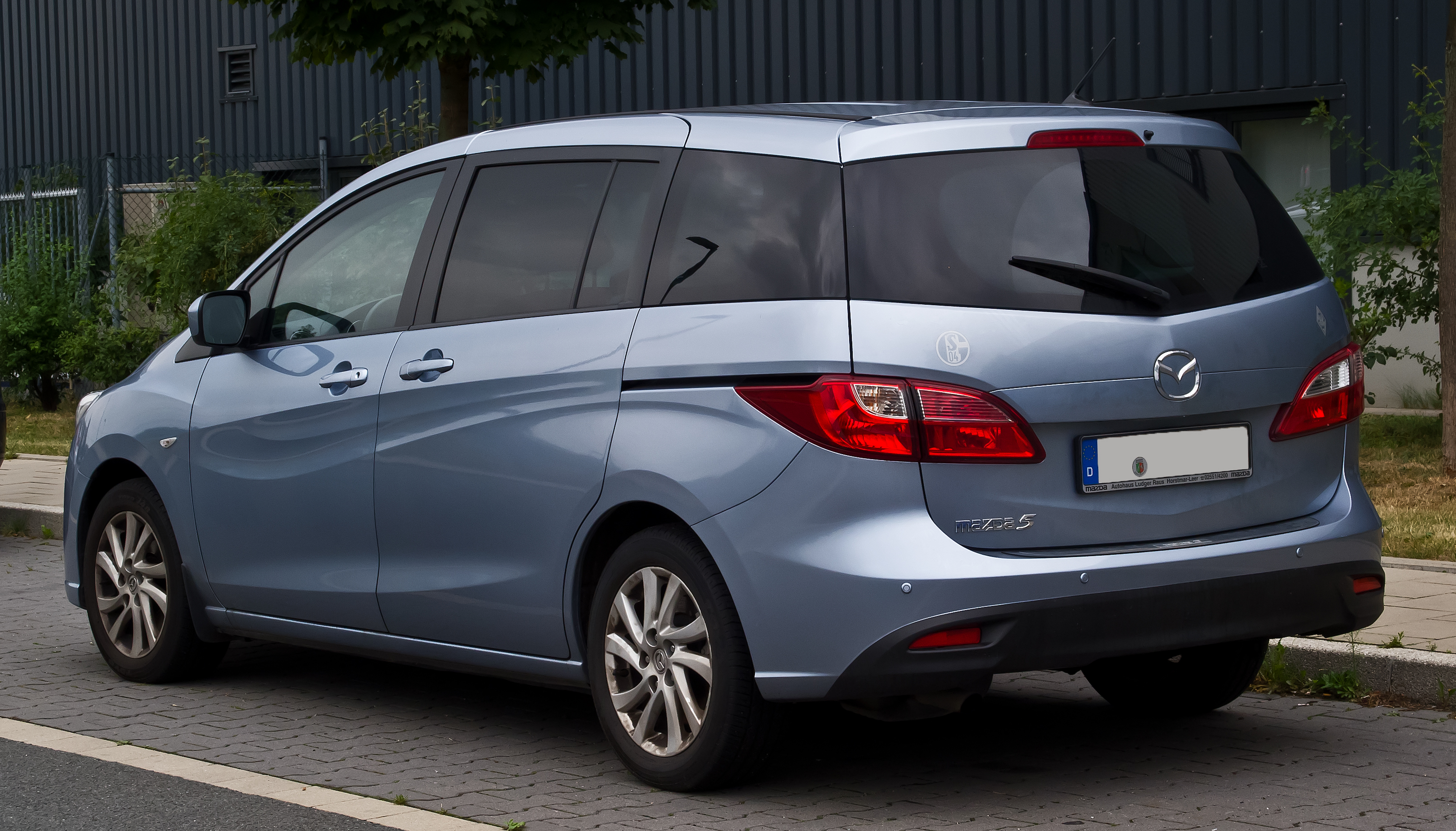
Mazda5 (з 2010)

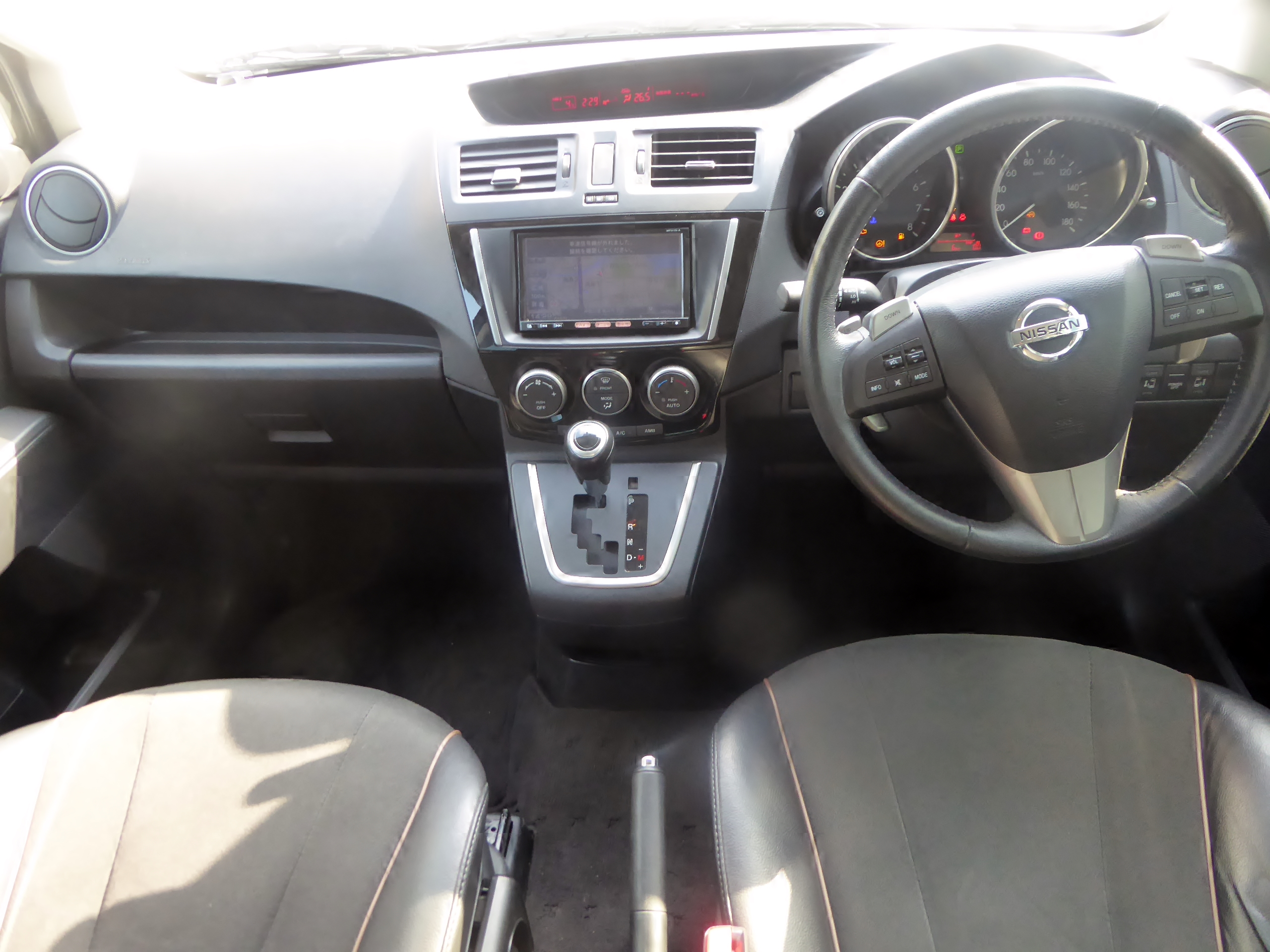

Прем'єра нове покоління Mazda 5 відбулась у 2010 році на Женевському автосалоні. Спочатку в 2010 році у автомобіля було два варіанти бензинового двигуна об'ємом 1,8 і 2,0 л. Але 2011 року японці вирішили зробити також дизельний двигун Мазда 5. Бензинові двигуна здатні видавати потужність в 115 к. с. і 150 к. с. відповідно. У той час як у випадку Мазда 5 дизель об'єм двигуна буде всього 1,6 л і потужність 115 к. с. І бензиновий і дизельний двигуни досить економічні, завдяки використанню виробниками спеціальних систем. Однією з них є система i-stop, вона автоматично вимикає двигун при зупинці. Це знижує витрату Mazda 5 приблизно на 10 %. Особливо це відчутно при поїздках по місту з пробками і світлофорами. Крім цього, набагато знижується викид в атмосферу шкідливих речовин. Обидва варіанти двигунів будуть комплектуватися шестиступінчастою механікою. З нею витрата палива Мазда 5 буде в середньому близько 8 літрів на 100 кілометрів.
Починаючи з 2015 року, модель Mazda 5 поставляється тільки з одним видом двигуна — з 2,5-літровим 4-циліндерним двигуном, потужністю 157 к. с., сполученим з 5-ступінчастою автоматичною коробкою передач. Моделі спорт можуть комплектуватися 6-ступінчастою автоматичною коробкою передач, замість 5-ступінчастої. 
Базова комплектація Мазда 5 Sport оснащена п'ятиступінчастою автоматичною коробкою передач. У стандартний пакет обладнання входять: замки, автоматичний клімат-контроль, аудіосистема з підтримкою AM / FM / CD, USB-порт, рульова колонка з рейковим механізмом, круїз-контроль, безключовий доступ.
Стандартна комплектація моделі Mazda 5 Touring включає в себе: 17-дюймові диски, шкіряну обшивку керма і коробки передач, а також бортовий комп'ютер.
Задній парктронік, Bluetooth і аудіосистема, також, включені в стандартний набір обладнання цієї модифікації.
Модель Mazda 5 Grand Touring поставляється з електроприводним люком на даху, дзеркалами і передніми сидіннями з підігрівом, сенсорними двірниками, ксеноновими HID фарами, і аудіосистемою «Sirius».
Стандартна комплектація Мазда 5 включає систему безпеки, яка складається з трьохрядних подушок безпеки. Але, на жаль, в цій моделі упущена система моніторингу сліпих зон.

### Двигуни
- 1.8 L MZR I4
- 2.0 L MZR I4
- 2.0 L SKYACTIV-G (PE-VPS) I4
- 2.5 L MZR I4